# Matsumoto Rika
Matsumoto Rika (松本 梨香 Matsumoto Rika, sinh ngày 30 tháng 11 năm 1968 tại Yokohama, Nhật Bản) là nữ seiyū, diễn viên, ca sĩ người Nhật. Tên của cô thỉnh thoảng được viết Latinh hoá thành Matsumoto Rica. Cô là một trong những người thành lập Anison cho ban nhạc JAM Project. Cô thường được biết đến khi cô lồng tiếng cho nhân vật Satoshi trong loạt phim Pokémon từ năm 1997 đến nay và cũng như những ca khúc mở đầu và kết thúc của loạt phim này do cô trình bày.

## Tiểu sử
Cô sinh ngày 30 tháng 11 năm 1968 tại Yokohama, tỉnh Kanagawa, Nhật Bản. Cô thuộc nhóm máu O. Cha cô là giám đốc của một nhà hát nổi tiếng, bản thân ông đã nhằm trở thành một diễn viên sân khấu, nhưng do cái chết của anh trai ông và bệnh tật của mình, ông đã buộc phải rời khỏi trong việc trình biểu diễn trên sân khấu. Vì đây là một căn bệnh nguy hiểm thực sự nguy hiểm đến tính mạng nên không được phép đứng trên sân khấu vì ông lo sợ bệnh tái phát.
Cuối thập niên 1990, Matsumoto Rika đã xuất hiện lần đầu với tư cách là một diễn viên lồng tiếng sau khi thử giọng cho anime " New Osomatsu-kun " theo sự giới thiệu của Akira Nagoya , người cùng đóng trên sân khấu . Sau đó, cô đóng vai chính đầu tiên trong " Matchless Raijin-Oh " và được biết đến trên toàn thế giới với vai Satoshi , vai chính trong loạt phim "Pokemon".